# Joseph Souham
Joseph Souham (Lubersac, 30 aprile 1760 – Versailles, 28 aprile 1837) è stato un generale francese che combatté le guerre rivoluzionarie francesi e le guerre napoleoniche.

## Francia rivoluzionaria
Souham prestò servizio nell'esercito reale francese come colontario tra il 1782 ed il 1790. Nel 1792, essendosi dimostrato a favore della causa rivoluzionaria, fu nominato comandante di un battaglione di volontari provenienti da Corrèze. Fece parte di questa unità durante la battaglia di Jemappes.
Nel 1793 Souham divenne generale di divisione durante la campagna delle Fiandre. Quando si ammalò il suo comandante, Jean-Charles Pichegru, Souham assunse il comando sconfiggendo gli alleati nella battaglia di Tourcoing, nel maggio 1794. Fu sottoposto di Pichegru nei Paesi Bassi (1795), ma nel 1799 fu sospettato di essere coinvolto negli intrighi realisti. Fu reintegrato nel 1800 al servizio di Jean Moreau, durante la campagna del Danubio. Sembra che in seguito fu coinvolto in alcune cospirazioni, e fu sospettato coi suoi vecchi comandanti Moreau e Pichegru di aver partecipato al complotto di Georges Cadoudal.

## L'impero napoleonico
Fu disoccupato dal 1800 al 1809. In quest'anno una carenza di ufficiali con esperienza lo riportò al servizio attivo. Fu inviato in Spagna dove prese parte alle operazioni di Gouvion-Saint-Cyr in Catalogna. I fatti di Vic, in cui fu ferito, gli fecero meritare il titolo di conte.
Quando il maresciallo Marmont fu ferito nella battaglia di Salamanca del 1812, il maresciallo Andrea Massena, incapace di subentrargli, raccomandò Souham per l'incarico. Quest'ultimo fu quindi posto di fronte a Wellington, e grazie a capaci manovre allontanò il generale alleato da Burgos riconquistando il terreno perso a Salamanca. Nel gennaio 1813 fu richiamato in Francia.
Nel 1813 assunse il comando di una divisione nel III Corpo del maresciallo Michel Ney. Nella battaglia di Lützen mise in mostra le sue capacità. Affrontato dalle forze unite di russi e prussiani, difese l'area attorno a Gross-Gorschen. Nella battaglia di Lipsia fu ferito mentre guidava il III Corpo.
Dopo la caduta del Primo Impero francese si allontanò dall'imperatore e, avendo patito per aver supportato la causa realista, fu ricevuto con gli onori da Luigi XVIII, il quale gli affidò alti incarichi. Souham perse questi onori al ritorno di Napoleone Bonaparte, e li riconquistò dopo la seconda restaurazione. Si ritirò nel 1832, e morì il 28 aprile 1837 a Versailles.